# Аргајл (Тексас)
Аргајл (енгл. Argyle) град је у америчкој савезној држави Тексас. По попису становништва из 2010. у њему је живело 3.282 становника.

## Демографија
Према попису становништва из 2010. у граду је живело 3.282 становника, што је 917 (38,8%) становника више него 2000. године.
| Група             | 2000.         | 2010.         |
| Белци             | 2.219 (93,8%) | 3.018 (92,0%) |
| Афроамериканци    | 4 (0,2%)      | 9 (0,3%)      |
| Азијати           | 6 (0,3%)      | 21 (0,6%)     |
| Хиспаноамериканци | 101 (4,3%)    | 183 (5,6%)    |
| Укупно            | 2.365         | 3.282         |